# Ron Tussing
Ronald „Ron“ Tussing (* 8. November 1946 in Buffalo, Bundesstaat New York) ist ein ehemaliger US-amerikanischer Polizeibeamter und Bürgermeister von Billings.

## Leben
Tussing wurde im US-Bundesstaat New York geboren, zog jedoch früh nach Nebraska, wo er Strafrecht (criminal justice) an der University of Nebraska studierte. Dort erwarb er einen Bachelor of Arts und arbeitete ab Ende der 1960er im Polizeidienst. 1986 wurde Tussing zum Sheriff des Lancaster County gewählt und vier Jahre später im Amt bestätigt. Schon kurz nach seiner Wiederwahl wurde er vom Gouverneur zum Superintendent der Nebraska State Patrol bestellt. 1997 übernahm Ron Tussing die Leitung des Police Departments von Billings in Montana. Die Stadt hatte diesen Posten landesweit ausgeschrieben um, für Stabilität an der Spitze der städtischen Polizei zu sorgen, welche drei Leiter in sieben Jahren gehabt hatte.
Doch auch Tussing hatte keinen anhaltenden Erfolg als Leiter des Billings Police Departments. Langwierige Streitigkeiten mit den Verantwortlichen der Stadtverwaltung endeten 2005 mit seinem Rücktritt. Schon drei Wochen später entschied sich Tussing für das Amt des Bürgermeisters von Billings zu kandidieren. Die Wahl im November 2005 gewann er mit 53,84 % gegen seinen Herausforderer Al Garver. Ron Tussing wurde damit im Januar 2006 zum Nachfolger von Chuck F. Tooley, dem mit zehn Jahren am längsten amtierenden Bürgermeister von Billings.
Tussings vierjährige Amtszeit verlief unglücklich. Er schuf zwar ein Obdachlosen-Komitee und eine städtische Kommission für Energieeffizienz, war aber auch verantwortlich für einige kostspielige Rechtsstreitigkeiten. 2008 bemühte er sich erfolglos um einen Sitz in der Montana Public Service Commission (PSC). Bei der Bürgermeisterwahl 2009 trat Tussing nicht mehr an, sein Nachfolger wurde Tom Hanel – ebenfalls ein ehemaliger Polizist.
Ron Tussing unterrichtete als Adjunct Professor Viktimologie und Kriminalprävention
an der Montana State University – Billings. Er gehört der Demokratischen Partei an.